# Kuttu
Kuttu o Kutu (en inglés: Kuttu Island) es una isla del Atolón Satowan, en su parte occidental, en los Estados Federados de Micronesia. Está ubicada en el municipio de Kuttu, distrito de Mortlocks y estado de Chuuk, en la parte occidental del país, 500 km al oeste de Palikir.